# أميد سينغ
أميد سينغ (بالفارسية: امید سینگ) هو لاعب كرة قدم إيراني في مركز نصف الجناح، ولد في 10 مارس 1991 في إيران. لعب مع نادي استقلال أهواز ونادي استقلال خوزستان ونادي كهر دورود لرستان ونادي مشكي بوشان ونادي نفط مسجد سليمان.

## وصلات خارجية
- أميد سينغ على موقع قاعدة بيانات كرة القدم.إي يو (الإنجليزية)
- أميد سينغ على موقع Soccerway.com (الإنجليزية)
- أميد سينغ على موقع GSA (الإنجليزية)